# Volksabstimmungen in der Schweiz 1953
Dieser Artikel bietet eine Übersicht der Volksabstimmungen in der Schweiz im Jahr 1953.
In der Schweiz fanden 1953 auf Bundesebene drei Volksabstimmungen statt, im Rahmen zweier Urnengänge am 19. April und am 6. Dezember. Dabei handelte es sich um ein fakultatives Referendum und zwei obligatorische Referenden.

## Abstimmung am 19. April 1953

### Ergebnis
| Nr. | Vorlage                                                                                        | Art | Stimm- berechtigte | Abgegebene Stimmen | Beteiligung | Gültige Stimmen | Ja      | Nein    | Ja-Anteil | Nein-Anteil | Stände | Ergebnis |
| --- | ---------------------------------------------------------------------------------------------- | --- | ------------------ | ------------------ | ----------- | --------------- | ------- | ------- | --------- | ----------- | ------ | -------- |
| 167 | Bundesgesetz vom 20. Juni 1952 über die Revision des Bundesgesetzes betreffend den Postverkehr | FR  | 1'426'714          | 751'168            | 52,65 %     | 734'090         | 267'659 | 466'431 | 36,46 %   | 63,54 %     | –      | nein     |

### Postverkehrsgesetz
Seit 1946 erwirtschafteten die PTT beim Postversand ein immer grösseres Defizit, das durch die Gewinne bei Telefonie und Telegrafie ausgeglichen werden musste. Die 1947 durchgeführte leichte Tariferhöhung genügte bei weitem nicht, um die Verluste auszugleichen. 1951 beantragte der Bundesrat eine weitere Tariferhöhung, die Mehreinnahmen von 58 Millionen Franken generieren sollte. Obwohl der Bundesrat dem Parlament versprach, dass die Tarife erst bei einem Defizit der gesamten PTT erhöht würden, brachte ein Komitee von Zürcher Rechtsstudenten gegen diesen Beschluss ein Referendum zustande. Die Gegner argumentierten, die neuen Tarife würden gegen die Verfassung verstossen, da die PTT zu möglichst günstigen Tarifen verpflichtet seien. Eine Tariferhöhung sei angesichts des an die Bundeskasse abgelieferten Gesamtgewinns der PTT von rund 50 Millionen Franken ohnehin nicht gerechtfertigt, und die Verluste seien durch massive Abschreibungen künstlich erhöht worden. Zu den Befürwortern gehörten die grossen Parteien, wobei mehrere Kantonalsektionen vor allem in der Romandie ausscherten. Sie erklärten die Defizite der Post mit dem Ausbleiben von Tariferhöhungen seit 1924, während die Teuerung im gleichen Zeitraum 70 Prozent betragen habe. Ausserdem sei das Sparpotenzial ausgereizt. Nur etwas mehr als jeder dritte Abstimmende nahm die Vorlage an, einzig im Kanton Uri gab es eine knappe befürwortende Mehrheit.

## Abstimmungen am 6. Dezember 1953

### Ergebnisse
| Nr. | Vorlage | Art | Stimm- berechtigte | Abgegebene Stimmen | Beteiligung | Gültige Stimmen | Ja      | Nein    | Ja-Anteil | Nein-Anteil | Stände | Ergebnis |
| --- | --- | --- | ------------------ | ------------------ | ----------- | --------------- | ------- | ------- | --------- | ----------- | ------ | -------- |
| 168 | Bundesbeschluss vom 25. September 1953 über die verfassungsmässige Neuordnung des Finanzhaushaltes des Bundes                                                       | OR  | 1'433'363          | 864'082            | 60,27 %     | 842'381         | 354'149 | 488'232 | 42,04 %   | 57,96 %     | 3:19   | nein     |
| 169 | Bundesbeschluss vom 30. September 1953 über die Ergänzung der Bundesverfassung durch einen Artikel 24quater betreffend den Schutz der Gewässer gegen Verunreinigung | OR  | 1'433'363          | 847'808            | 59,15 %     | 825'799         | 671'565 | 154'234 | 81,32 %   | 18,68 %     | 22:0   | ja       |

### Neuordnung des Bundesfinanzhaushalts
Da die damals geltende provisorische Finanzordnung Anfang 1955 auslaufen würde, präsentierte der Bundesrat im Januar 1953 seine Vorschläge für eine definitive Verankerung der Steuereinnahmen des Bundes in der Verfassung. Die drei Hauptpfeiler bildeten dabei die Zölle, die Warenumsatzsteuer und die progressive Wehrsteuer (heutige direkte Bundessteuer). Erneut sah die Vorlage einen Finanzausgleich zwischen den Kantonen, eine Ausgabenbremse und eine Verpflichtung zum Schuldenabbau vor. Das Parlament nahm nur kleinere Änderungen vor. Alle grossen Parteien unterstützten die Vorlage, ebenso der Bauernverband und der Schweizerische Gewerkschaftsbund. Die Finanzordnung sei ein Projekt der Steuergerechtigkeit, das auch die einkommensstarken Schichten in erträglichem Masse zur Rechenschaft ziehe. Auf bürgerlicher Seite bekämpften der Gewerbeverband, der Zentralverband Schweizerischer Arbeitgeberorganisationen und vor allem der Handels- und Industrieverein die Finanzordnung. In der dauerhaft zu verankernden, progressiven Wehrsteuer sahen sie ein sozialistisches Vehikel zur übermässigen Besteuerung einer Minderheit. Überdies würde die Finanzordnung die Wirtschaft und die Kantone benachteiligen. Wie schon 1950 scheiterte der Versuch, den Finanzhaushalt des Bundes dauerhaft zu regeln, deutlich; nur in den Kantonen Graubünden, Uri und Zürich resultierte eine Ja-Mehrheit. Als Reaktion auf das Ergebnis trat der zuständige SP-Bundesrat Max Weber zurück, worauf seine Partei sechs Jahre lang nicht mehr in der Regierung vertreten war.

### Gewässerschutzartikel
In der Zeit des Nachkriegsbooms wurde einwandfreies Trinkwasser immer mehr zur Mangelware. Gründe dafür waren die fortschreitende Industrialisierung und die dadurch verursachte Gewässerverschmutzung. Die fast flächendeckende Einführung der Kanalisation verstärkte diesen Effekt weiter. Andererseits ergriffen die eigentlich für die Gewässer zuständigen Kantone kaum wirksame Schutzmassnahmen. Ein vom Nationalrat überwiesenes Postulat forderte deshalb den Ausbau der Bundeskompetenzen. Da der Bund damals aber nur für die Regulierung der Fischerei zuständig war, musste neben einem Gewässerschutzgesetz auch ein neuer Verfassungsartikel als Grundlage dafür ausgearbeitet werden. Die Vorlage war weitestgehend unbestritten, und es machte sich keine nennenswerte Opposition bemerkbar. Mehr als vier Fünftal der Abstimmenden gaben ihr die Zustimmung.